# Leiobunum rotundum
Leiobunum rotundum – gatunek kosarza z podrzędu Eupnoi i rodziny Sclerosomatidae.

## Budowa ciała
Gatunek ten posiada wyjątkowo długie, czarne odnóża. Ciało samicy jest owalne, długości od 5 do 7 mm, ubarwione brązowo z czarną wstęgą grzbietową, rozszerzającą się z tyłu. Guzek oczny jest gładki, a oczy otoczone czarnymi pierścieniami. Ciało samca jest mniejsze i bardziej okrągłe, jednolitej czerwono-brunatnej barwy. U form młodocianych nogi nie są tak ciemne jak u dorosłych. Są one jaśniejsze i niejednolice ubarwione.

## Biologia
Kosarz ten odżywia się żywymi i martwymi drobnymi bezkręgowcami, martwą materią organiczną i grzybami. Pije dużo wody (rosa, sok wyciekający z przejrzałych owoców). Jesienią przedstawiciele gatunku tworzą skupiska złożone z nawet 400 osobników, czasem na ścianach budynków. Zapłodniona samica składa jaja do ziemi za pomocą pokładełka, które zimują do wiosny.

## Biotop
Preferuje środowiska wilgotne. Spotykany wśród roślinności zielnej, na krzewach, pniach drzew, ściółce. Czasem też na ścianach budynków

## Występowanie
Kosarze te zamieszkują zachodnią część Starego Świata, sięgając po Irlandię, Wyspy Kanaryjskie i Afrykę Północną. Występują również w Polsce.